# Cnemaspis otai
Cnemaspis otai là một loài thằn lằn trong họ Gekkonidae. Loài này được Das & Bauer mô tả khoa học đầu tiên năm 2000.